# واخوشتی کارتلی
واخوشتی کارتلی (گرجی: ვახუშტი؛ ۱۶۹۶ – ۱۷۵۷) شاهزاده (باتونیشویلی)، جغرافی‌دان، مورخ، و نقشه‌نگار گرجی بود. او در پادشاهی کارتلی در ایران صفوی به‌دنیا آمد. آثار تاریخی و جغرافیایی اصلی او، «شرح پادشاهی گرجستان» و «اطلس جغرافیایی»، در سال ۲۰۱۳ در فهرست حافظه جهانی یونسکو ثبت شد.

## زندگی
او به عنوان یک فرزند نامشروع سلطنتی، پسر پادشاه واختانگ ششم کارتلی (حکومت ۱۷۱۶–۱۷۲۴)، در سال ۱۶۹۶ در تفلیس به دنیا آمد. او توسط برادران گارسوانیشویلی و یک مأموریت کاتولیک رومی آموزش دید و به زبان‌های یونانی، لاتین، فرانسوی، ترکی، روسی و ارمنی مسلط بود.
نام او، واخوشتی، از واژه فارسی میانه wahišt (بهشت) گرفته شده است.
در سال‌های ۱۷۱۹ و ۱۷۲۰، او در دو لشکرکشی پی در پی علیه شانشه، اریستاوی شورشی کسانی، شرکت کرد. از اوت تا نوامبر ۱۷۲۲، او در غیاب پدرش در لشکرکشی گنجه، فرماندار پادشاهی بود. بعدها به عنوان فرمانده در کومو کارتلی خدمت کرد. پس از اشغال کارتلی توسط عثمانی، او در سال ۱۷۲۴ به همراه پادشاه واختانگ به امپراتوری روسیه مهاجرت کرد.
او در مسکو بازنشسته شد و به عنوان تزارویچ واخوشت (همان‌طور که در روسیه شناخته شد) حقوق بازنشستگی دریافت کرد. او در سال ۱۷۵۷ در مسکو درگذشت. او در صومعه دونسکوی در مسکو، که گورستان سنتی خانواده سلطنتی و اشراف گرجی مهاجر بود، به خاک سپرده شد.

## آثار
بیشتر آثار واخوشتی در مسکو نوشته یا تکمیل شده‌اند. معروف‌ترین آنها «شرح پادشاهی گرجستان» (تکمیل شده در سال ۱۷۴۵)، «شرح جغرافیایی گرجستان» (تکمیل شده در سال ۱۷۵۰) و دو اطلس جغرافیایی منطقه قفقاز همراه با تصاویر چندین نشان تاریخی (۱۷۴۶–۱۷۴۵) هستند.
«شرح پادشاهی گرجستان» او در اصل خلاصه‌ای مزین از متون اولیه مجموعه سالنامه‌های قرون وسطایی گرجستان، «کارتلیس تسخوربا» است. واخوشتی نسبت به ویرایش مجدد این مجموعه که توسط کمیسیون علمی به ریاست پدرش واختانگ ششم گردآوری شده بود، انتقاد داشت. واخوشتی برای اصلاح اشتباهات نسخه واختانگ، تاریخ و شرح جغرافیایی جامع خود را از مردم و سرزمین‌های گرجستان گردآوری کرد. یکی از اهداف اصلی اصلاحات او، تأکید بر وحدت سیاسی و فرهنگی تمام گرجستان بود، علیرغم این واقعیت که گرجستان در زمان حیات واخوشتی از نظر سیاسی بین پادشاهان و شاهزادگان رقیب تقسیم شده بود. محبوبیت کتاب واخوشتی با نسخه‌های متعددی که از آن ساخته شده است، مشهود است و روایت او به‌طور قابل توجهی بر نحوه تصور نسل‌های بعدی از گذشته تمام گرجستان تأثیر گذاشته است. این کتاب همچنین منبع اصلی در تاریخ گرجستان در قرون ۱۶ و ۱۷ است.
آثار واخوشتی به زودی به روسی و بعدها به فرانسوی ترجمه شد و تا اوایل قرن بیستم به عنوان راهنمایی برای بسیاری از محققان و مسافران اروپایی معاصر به قفقاز عمل کرد.
او همچنین به همراه برادرش، شاهزاده باکار، چاپ کتاب مقدس به زبان گرجی را که فقط تا حدی توسط پدرشان، واختانگ ششم، انجام شده بود، به پایان رساند. او به همین منظور، در خانه خود در نزدیکی مسکو، یک چاپخانه تأسیس کرد، هنر چاپ را به چندین روحانی گرجی آموزش داد و اولین نسخه چاپی کتاب مقدس به زبان گرجی را در سال ۱۷۴۳ تکمیل کرد. پس از آن، چاپخانه به مسکو منتقل شد و چندین اثر مذهبی به زبان گرجی در آنجا چاپ شد.